# Johanna Heldmann
Johanna Heldmann (* 31. August 1995 in Bonn) ist eine ehemalige deutsche Handballspielerin, die in der Bundesliga auflief. 

## Karriere
Heldmann begann im Alter von fünf Jahren das Handballspielen bei der HSG Siebengebirge-Thomasberg. Im Jahre 2011 wechselte die Linkshänderin zu Bayer Leverkusen. Mit der A-Jugend gewann sie 2013 und 2014 die deutsche Meisterschaft. In der Spielzeit 2012/13 lief die Rückraumspielerin zusätzlich für die 2. Damenmannschaft in der Oberliga auf. In der darauffolgenden Spielzeit erhielt Heldmann erste Spielanteile in der Bundesligamannschaft, für die sie acht Treffer im EHF-Pokal sowie zwölf Treffer in der Bundesliga erzielte. In der Bundesligamannschaft wurde sie überwiegend auf Rechtsaußen eingesetzt.
Heldmann schloss sich 2016 dem Ligakonkurrenten SVG Celle an. Eine Saison später schloss sie sich dem Zweitligisten HL Buchholz 08-Rosengarten an. Nachdem Heldmann in der Saison 2017/18 140 Treffer zur Zweitligameisterschaft beitrug, wechselte sie zum Zweitligisten TV Beyeröhde. Ein Jahr später kehrte sie wieder zum Zweitligisten HL Buchholz 08-Rosengarten zurück. Zur Saison 2020/21 wechselte sie zum Bundesligisten Buxtehuder SV.
Nach Abschluss der Saison 2022/23 beendete sie ihre Karriere.
Heldmann lief für die deutsche Juniorinnennationalmannschaft auf, mit der sie den vierten Platz bei der U-20-Weltmeisterschaft 2014 belegte.